# Historia de la ciencia ficción
El género literario de la ciencia ficción es diverso y su definición exacta sigue siendo una cuestión controvertida entre académicos y aficionados. Esta falta de consenso se refleja en los debates sobre la historia de la ciencia ficción, particularmente sobre la determinación de sus orígenes exactos. Hay dos amplios campos de pensamiento: uno que identifica las raíces del género en las primeras obras fantásticas como la epopeya sumeria de Gilgamesh (las primeras versiones del texto sumerio c. 2150-2000 a. C.) y un segundo enfoque que sostiene que la ciencia ficción solo se hizo posible en algún momento entre el siglo XVII y principios del XIX, luego de la revolución científica y los principales descubrimientos en los campos de la astronomía, la física y las matemáticas.
La ciencia ficción floreció en el siglo XX, cuando la profunda integración de la ciencia y los inventos en la vida cotidiana propició un mayor interés por la literatura que explora la relación entre la tecnología, la sociedad y el individuo. Robert Scholes llama a la historia de la ciencia ficción «la historia de las actitudes cambiantes de la humanidad hacia el espacio y el tiempo... la historia de nuestra creciente comprensión del universo y la posición de nuestra especie en ese universo». En las últimas décadas, el género se ha diversificado y se ha establecido firmemente como una gran influencia en la cultura y el pensamiento global.

## Ciencia ficción temprana

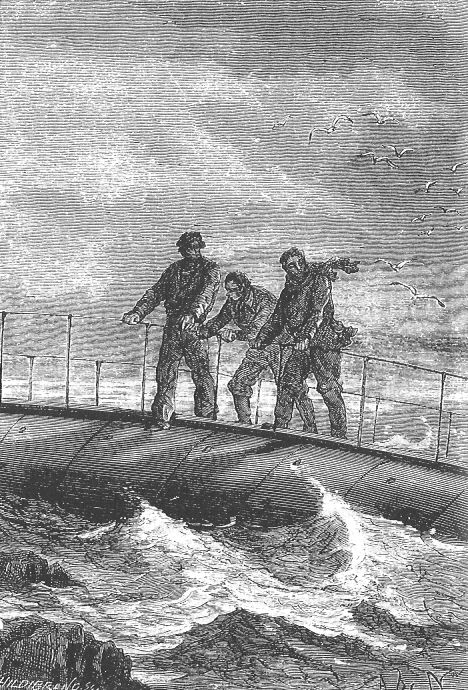
Veinte mil leguas de viaje submarino, ilustración de Neuville y Riou. Esta novela considera una de las primeras obras de ciencia ficción moderna.

### Primeros precursores
Hay una serie de textos antiguos o modernos que incluyen una gran cantidad de epopeyas y poemas que contienen elementos fantásticos o de «ciencia ficción», pero que se escribieron antes del surgimiento de la ciencia ficción como un género distinto. Estos textos a menudo incluyen elementos como un viaje a la luna o el uso de tecnología avanzada imaginada. Aunque existen elementos e imágenes fantásticos y de ciencia ficción en historias como Las metamorfosis de Ovidio (8 d. C.), el poema épico anglosajón Beowulf (siglos VIII-XI) y el poema épico alemán Nibelungenlied (c. 1230), su relativa falta de referencias a aspectos científicos o tecnológicos los acerca más a la fantasía que a la ciencia ficción.
Uno de los textos más antiguos y más citados para aquellos que buscan precursores tempranos de la ciencia ficción es la antigua epopeya Poema de Gilgamesh, cuyas versiones de texto más antiguas se han identificado como de aproximadamente hace 2000 años. El autor estadounidense de ciencia ficción Lester del Rey fue uno de los defensores del uso de Gilgamesh como punto de origen del género, argumentando que «la ciencia ficción es precisamente tan antigua como la primera ficción registrada. Esa es La Epopeya de Gilgamesh.» El escritor francés de ciencia ficción Pierre Versins también argumentó que Gilgamesh fue la primera obra de ciencia ficción debido a su tratamiento de la razón humana y la búsqueda de la inmortalidad. Además, Gilgamesh presenta una escena de inundación que en cierto modo se parece a una obra de ciencia ficción apocalíptica. Sin embargo, la ausencia explícita de elementos científicos o tecnológicos en la obra ha llevado a algunos autores a argumentar que es mejor categorizarlo como literatura fantástica.

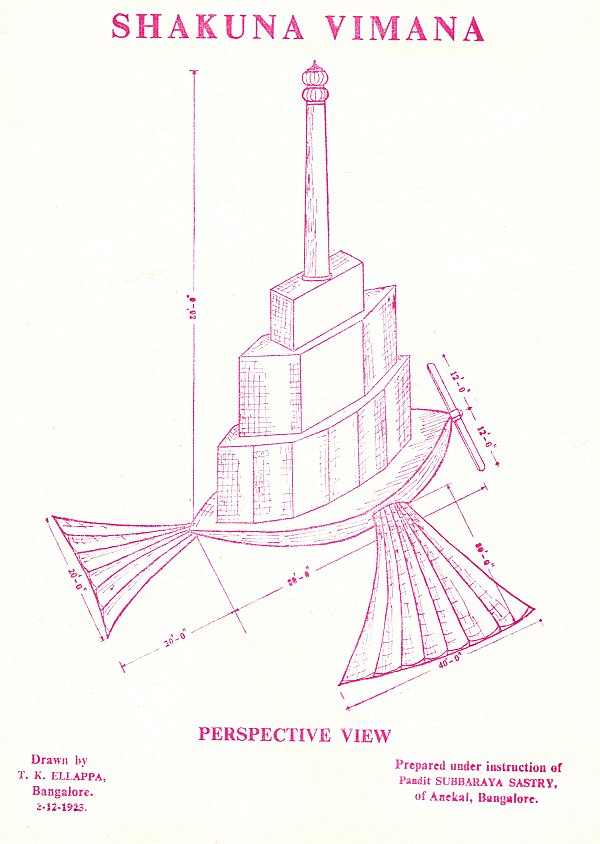
Ilustración de 1923 del Shakuna Vimana

La poesía india antigua, como la epopeya hindú Ramayana (siglos V a IV a. C.), incluye los vimana, máquinas voladoras capaces de viajar al espacio o bajo el agua, y destruir ciudades enteras con armas avanzadas. En el primer libro de la colección Rigveda de himnos sánscritos (1700-1100 a. C.), hay una descripción de «pájaros mecánicos» que se ven «saltando rápidamente al espacio con una nave que usa fuego y agua ... que contiene doce stamghas (pilares), una rueda, tres máquinas, 300 pivotes y 60 instrumentos». La antigua epopeya mitológica hindú, el Mahabharata (siglos VIII y IX a. C.) incluye la historia del rey Kakudmi, quien viaja al cielo para encontrarse con el creador Brahma y se sorprende al saber que han pasado muchas eras cuando regresa a la Tierra, anticipando el concepto de los viajes en el tiempo.

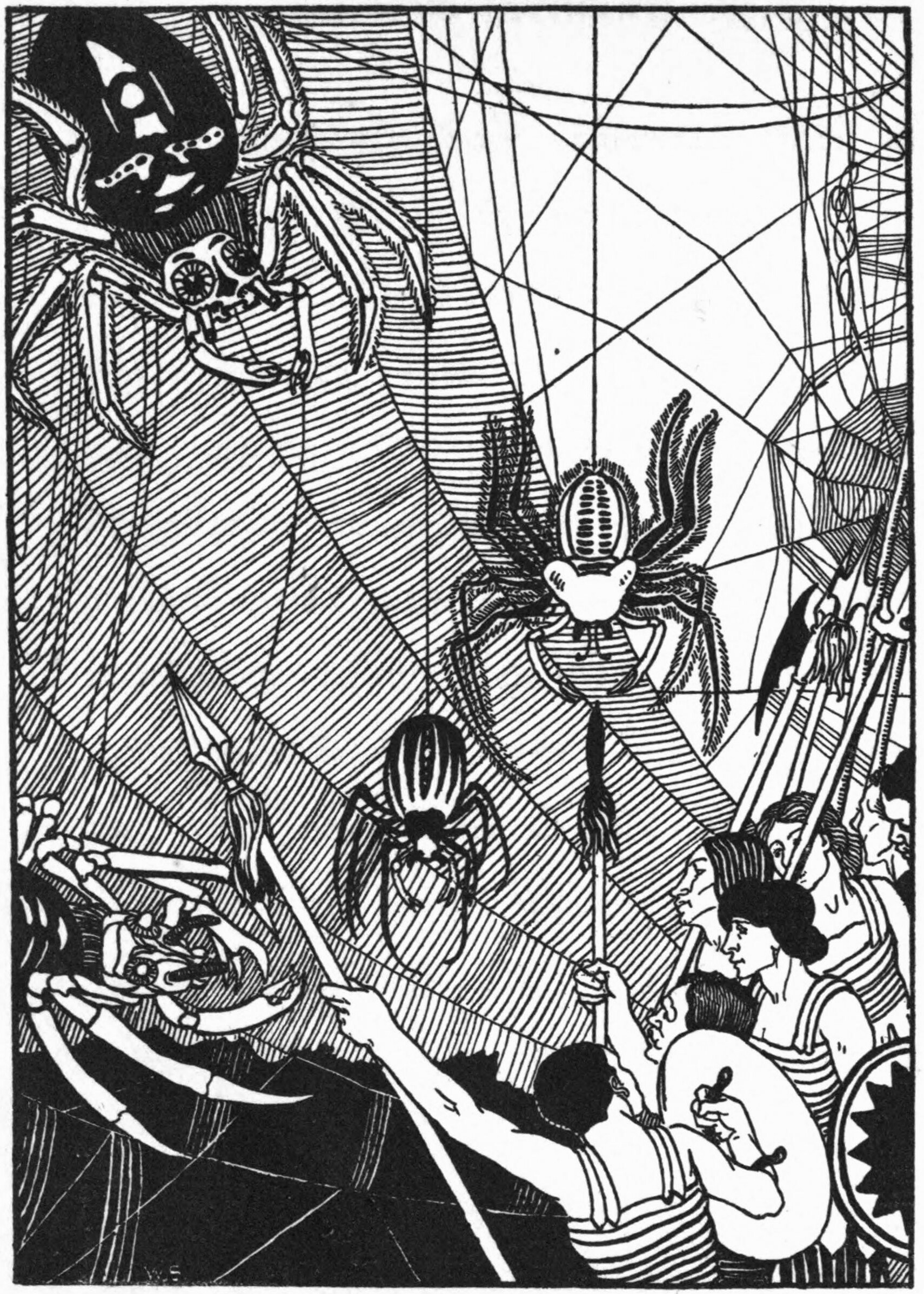
Ilustración de la batalla interplanetaria de arañas gigantes de Luciano

Un texto citado con frecuencia es la sátira True History del escritor sirio-griego Luciano de Samósata del siglo II, que utiliza un viaje al espacio exterior y conversaciones con formas de vida extraterrestre para comentar sobre el uso de la exageración en la literatura de viajes. Los topos típicos de la ciencia ficción en True History incluyen viajes al espacio exterior, encuentros con formas de vida extraterrestres (incluida la experiencia de un evento de primer encuentro), guerra interplanetaria e imperialismo planetario, motivo del giganticismo, criaturas como productos de la tecnología humana, mundos funcionando por un conjunto de leyes físicas alternativas, y un deseo explícito del protagonista por la exploración y la aventura. Al presenciar una batalla interplanetaria entre la Gente de la Luna y la Gente del Sol como la lucha por el derecho a colonizar el Lucero del Alba, Luciano describe arañas espaciales gigantes «designadas para tejer una red en el aire entre la Luna y el Lucero del Alba, que se hizo en un instante». L. Sprague de Camp y varios otros autores argumentan que este es uno de los primeros, si no el primero, ejemplo de ciencia ficción o protociencia ficción. Sin embargo, dado que el texto tenía la intención de ser explícitamente satírico e hiperbólico, otros críticos son ambivalentes sobre el lugar que le corresponde como precursor de la ciencia ficción. Por ejemplo, el crítico inglés Kingsley Amis escribió que «difícilmente es ciencia ficción, ya que deliberadamente acumula extravagancia sobre extravagancia para lograr un efecto cómico», sin embargo, reconoció implícitamente su carácter de ciencia ficción al comparar su trama con las óperas espaciales de principios del siglo XX: «la vivacidad y la sofisticación de True History hacen que se lea como una broma a expensas de casi toda la ciencia ficción moderna, escrita entre, digamos, 1910 y 1940». Más explícito, el traductor de Luciano, Bryan Reardon, edescribe la obra como «un relato de un viaje fantástico: a la luna, al inframundo, al vientre de una ballena, etc. No es realmente ciencia ficción, aunque a veces se le ha llamado así; no hay “ciencia” en ello».

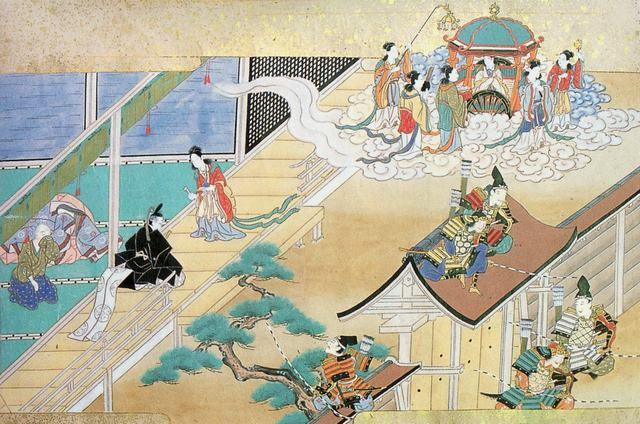
Kaguya-hime regresa a la Luna en El cuento del cortador de bambú

El cuento japonés Urashima Tarō trata de viajar en el tiempo hacia un futuro lejano, siendo descrito por primera vez en el Nihongi (escrito en 720). Se trataba de un joven pescador que visita un palacio submarino y se queda allí durante tres días. Tras regresar a su hogar en su pueblo, se encuentra 300 años en el futuro, nadie lo recuerda, su casa está en ruinas y su familia murió hace mucho tiempo. La obra narrativa japonesa del siglo X El cuento del cortador de bambú también puede considerarse protociencia ficción. La protagonista de la historia, Kaguya-hime, es una princesa de la Luna enviada a la Tierra por seguridad durante una guerra celestial, y un cortador de bambú la encuentra y la cría en Japón. Más tarde, su verdadera familia extraterrestre la lleva de regreso a la Luna. Una ilustración manuscrita muestra una máquina voladora redonda similar a un platillo volador.

### Las mil y una noches

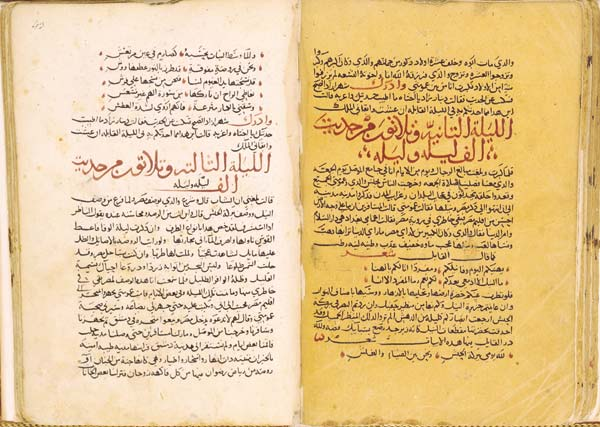
Manuscrito árabe de Las mil y una noches

Varias historias dentro de Las mil y una noches (siglos VIII-X) también presentan elementos de ciencia ficción. Un ejemplo es Las aventuras de Buluqiya, donde la búsqueda de la hierba de la inmortalidad del protagonista Buluqiya lo lleva a explorar los mares, viajar al Jardín del Edén y al Yahannam, a y viajar a través del cosmos a diferentes mundos. más grande que su propio mundo, anticipando elementos de ciencia ficción galáctica; en el camino, se encuentra con sociedades de genios, sirenas, serpientes y árboles parlantes, y otras formas de vida.
En Historia de Abdalá de la Tierra y de Abdalá del Mar, el protagonista adquiere la capacidad de respirar bajo el agua y descubre una sociedad submarina que se representa como un reflejo invertido de la sociedad en tierra firme, siguiendo una forma de comunismo primitivo donde conceptos como el dinero y la ropa no existen.
Otros relatos de Las mil y una noches tratan sobre antiguas tecnologías perdidas, civilizaciones avanzadas que desaparecieron y las catástrofes que propiciaron su desplome. Por ejemplo, La ciudad de bronce presenta a un grupo de viajeros en una expedición arqueológica a través del Sahara para encontrar una antigua ciudad perdida e intentar recuperar un recipiente de bronce que el rey Salomón usó para atrapar a un genio, y, en el camino, se encuentra con una reina momificada, habitantes petrificados, autómatas y robots humanoides, marionetas que bailan sin cuerdas, y un robot jinete de bronce que dirige el grupo hacia la ciudad antigua.
El caballo de ébano presenta un robot en forma de un caballo mecánico volador controlado con teclas, que podría volar al espacio exterior y hacia el Sol, mientras que el Tercer cuento de Qalandar también presenta un robot en la forma de un marinero misterioso.
La ciudad de bronce y El caballo de ébano pueden considerarse ejemplos tempranos de protociencia ficción. Otros ejemplos de protociencia ficción árabe temprana incluyen Opiniones de los residentes de una ciudad espléndida de al-Farabi, que trata sobre una sociedad utópica, y ciertos elementos de Las mil y una noches, como las alfombras voladoras.

### Otras obras medievales
Según Abu Shadi al-Roubi, los dos últimos capítulos de la novela teológica árabe Fādil ibn Nātiq (c. 1270), también conocida como Theologus Autodidactus, de Ibn Nafis (1213-1288) puede describirse como ciencia ficción. La novela trata varios elementos de ciencia ficción, como la generación espontánea, la futurología, temas apocalípticos, la escatología, la resurrección y el más allá, pero en lugar de dar explicaciones sobrenaturales o mitológicas de estos eventos, el polímata Ibn Nafis intentó explicar estos elementos usando sus propios conocimientos científicos en una amplitud de campos, incluyendo anatomía, biología, fisiología, astronomía, cosmología y geología. Por ejemplo, fue a través de esta novela que Ibn Nafis introdujo su teoría científica del metabolismo, y hace referencia a su propio descubrimiento científico de la circulación pulmonar para explicar la resurrección.
Durante la Edad Media europea, aparecieron temas de ciencia ficción en muchos romances y leyendas de caballerías. Robots y autómatas aparecen en romances a partir del siglo XII, siendo La peregrinación de Carlomagno y Eneas entre los primeros. : 5–6 El Poema de Troya, otra obra del siglo XII, presenta la famosa Chambre de Beautes, que contenía cuatro autómatas, uno de los cuales sostenía un espejo mágico, otro hacía volteretas, uno tocaba instrumentos musicales y otro que le mostraba a la gente lo que más necesitaba. : 7 Los autómatas en estas obras se asociaban de manera ambivalente con la nigromancia y solían vigilar las entradas o advertían de los intrusos. : 171 Esta asociación con la nigromancia conduce a menudo a la aparición de autómatas que custodian las tumbas, como ocurre en Romance de Eneas, Floris y Blancaflor y Le Roman d'Alexandre, mientras que en Lancelot aparecen en un palacio subterráneo. : 172 Sin embargo, los autómatas no tenían por qué ser humanos. Uno de los maravillosos regalos entregados al Cambyuskan en El cuento del escudero de Geoffrey Chaucer es un caballo de bronce que podía llevar a su jinete a cualquier parte del mundo a una velocidad extraordinaria con tan solo girar una clavija en su oreja y susurrándole ciertas palabras. Este caballo metálico es sólo una de las maravillas tecnológicas que aparecen en el cuento: el Cambyuskan, o Kan, también recibe un espejo que revela lugares distantes y una espada que trata y cura heridas mortales.
Los inventos tecnológicos también abundan en los romances de Alejandro. En Confessio Amantis de John Gower, por ejemplo, Alejandro Magno construye una máquina voladora atando dos grifos a una plataforma y colgando carne sobre ellos en un poste. Esta aventura sólo termina con la intervención directa de Dios, quien destruye el dispositivo y lanza a Alejandro al suelo. Esto, sin embargo, no detiene al legendario protagonista, quien procede a construir una gigantesca esfera de cristal que utiliza para viajar bajo el agua. En otros romances medievales aparecen elementos científicos imaginados, como por ejemplo estados similares a la animación suspendida. En Historia destructionis Troiae, el rey Príamo mantiene el cuerpo del héroe Héctor en una tumba con en una red de tubos dorados que recorren su cuerpo, por los cuales circulaba un bálsamo semilegendario que tenía fama de poder preservar la vida. Este fluido mantenía preservado el cadáver de Héctor como si todavía estuviera vivo, en un estado vegetativo persistente durante el cual continuaban procesos autonómicos como el crecimiento de su vello facial.
Los límites entre la ficción medieval con elementos científicos y el desarrollo de la ciencia en la época pueden ser confusos. En obras como La casa de la Fama de Geoffrey Chaucer, se propone que dicha Casa sea el hogar natural del sonido (descrito como un desgarro del aire, hacia el cual todo sonido es eventualmente atraído) del mismo modo en que entonces se creía que la Tierra era el hogar natural de la tierra, hacia la cual eventualmente todos se sentían atraídos.
Por otra parte, las narraciones de viajes en la Edad Media solían contener temas y elementos de ciencia ficción. Obras como Los viajes de Juan de Mandeville incluían autómatas, especies alternativas de humanos, como cinocéfalos y gigantes, e información sobre la reproducción sexual de los diamantes. Sin embargo, esta y otras narrativas de su género mezclan conocimiento geográfico real con conocimiento que hoy se sabe que es ficticio y, por lo tanto, es difícil distinguir qué partes deberían considerarse ciencia ficción pura o habrían sido vistas como hechos ciertos en la Edad Media. En general, se puede hablar de una convergencia entre ciencia, tecnología e imaginación en la cultura literaria medieval, demostrando interés por las novedades y los descubrimientos.

### La protociencia ficción en la Ilustración
A raíz de los descubrimientos científicos que caracterizaron la Ilustración, varias nuevas formas de literatura comenzaron a gestarse en la Europa del siglo XVI. Utopía, obra de 1516 del pensador humanista Tomás Moro, describe una isla ficticia cuyos habitantes han perfeccionado todos los aspectos de su sociedad. El nombre tras ese concepto se mantuvo, dando lugar al motivo utópico que se generalizaría en la ciencia ficción para representar un mundo aparentemente perfecto pero, en última instancia, inalcanzable o perversamente defectuoso. Por su parte, la leyenda de Fausto (1587) contiene un prototipo temprano de la «historia del científico loco».

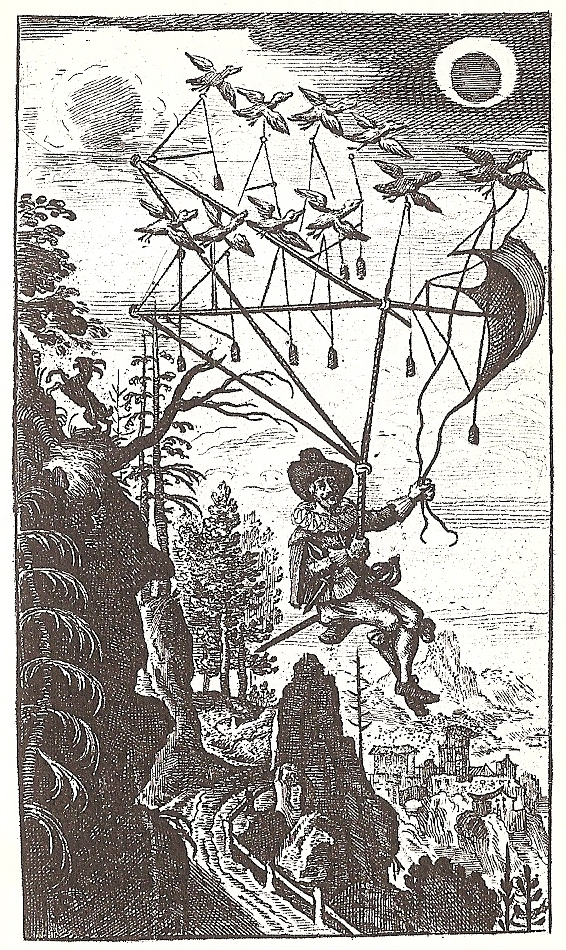
Frontispicio de la traducción alemana de 1659 de El hombre en la Luna de Godwin

En los siglos XVII y XVIII, la Ilustración y el interés generalizado por los descubrimientos científicos impulsaron la creación de ficción especulativa que anticipó muchos de los tropos de la ciencia ficción más reciente. Diversas obras ampliaron los viajes imaginarios a la luna, la primera en Somnium (1634) del alemán Johannes Kepler, a la que tanto Carl Sagan como Isaac Asimov han considerado como la primera obra de ciencia ficción. De manera similar, El hombre en la Luna (1638) de Francis Godwin podría identificarse como la primera obra de ciencia ficción en inglés, así como la Historia cómica de los estados e imperios de la luna (1656) de Cyrano de Bergerac. Los viajes espaciales también ocupan un lugar destacado en la novela Micromegas de Voltaire (1752), que también se destaca por sugerir que las personas de otros mundos pueden ser más avanzadas que las de la Tierra en algunos aspectos. Asimismo, en el siglo XVIII, y como contrapunto a la utopía de Tomás Moro, surgen distopías, sociedades indeseables o aterradoras, en obras de autores como Jonathan Swift (Los viajes de Gulliver) y Ludvig Holberg (El viaje de Niels Klim al mundo subterráneo).
Otras obras que contienen elementos de protociencia ficción de los siglos XVII y XVIII incluyen, en orden cronológico:
- La tempestad de Shakespeare (1610-1611) contiene un prototipo de la «historia del científico loco».
- La Nueva Atlántida de Francis Bacon (1627), una novela utópica incompleta.
- The Blazing World (1666), novela de Margaret Cavendish que describe un mundo alternativo al que se accede por el Ártico descubierto por una joven noble.
- The Consolidator (1705) de Daniel Defoe gira en torno a un viaje a la luna.
- Voyages et Aventures de Jacques Massé de Simon Tyssot de Patot (1710) presenta un mundo perdido.
- La Vie, Les Aventures et Le Voyage de Groenland du Révérend Père Cordelier Pierre de Mésange de Simon Tyssot de Patot (1720) presenta una Tierra hueca.
- Memorias del siglo XX (1733) de Samuel Madden, en las que un narrador de 1728 recibe una serie de documentos estatales de 1997 a 1998 de su ángel de la guarda, recurso argumental que recuerda a las novelas posteriores sobre viajes en el tiempo.
- L'An 2440 de Louis-Sébastien Mercier (1771) ofrece un relato predictivo de la vida en el siglo XXIV.
- La Découverte Australe par un Homme Volant deNicolas-Edmé Restif de la Bretonne (1781) presenta inventos proféticos.
- Icosameron de Giacomo Casanova (1788) es una novela que utiliza el dispositivo de la Tierra hueca.
- El primer antecedente de la ciencia ficción en América Latina (y en todo el continente americano) lo escribió el fraile franciscano Manuel Antonio de Rivas a finales del siglo XVII, en Mérida, Yucatán. Se trata de Sizigias y cuadraturas lunares, un librito de once folios que narra un viaje a la luna.[41][42]

## Transiciones delsigloXIX

### Shelley y los principios de siglo en Europa

Mary Shelley por Richard Rothwell (1840-1841)

El siglo XIX vio una importante aceleración de estas tendencias y características, que se vio más claramente en la innovadora publicación de Mary Shelley, Frankenstein, en 1818, que presenta al arquetipo de un científico loco que experimenta con tecnología avanzada. En su libro Billion Year Spree, Brian Aldiss afirma que Frankenstein representa la primera obra fundamental a la que se le puede asignar la etiqueta del subgénero del científico loco. Aunque normalmente se asocia con el género de terror gótico, la novela introduce temas de ciencia ficción como el uso de la tecnología para logros más allá del alcance de la ciencia en ese momento, y el extraño como antagonista, proporcionando una visión de la condición humana desde una perspectiva exterior. El cuento de Mary Shelley Roger Dodsworth: The Reanimated Englishman (1826) ve a un hombre congelado en hielo que es luego revivido, incorporando el ahora común tema de ciencia ficción de la criónica y al mismo tiempo ejemplifica el uso que Shelley hace de la ciencia como una presunción para impulsar sus historias. Otra obra futurista de Shelley, El último hombre, novela de 1823 que muestra un mundo postapocalíptico, también se cita a menudo como la primera verdadera novela de ciencia ficción.
En 1836, Alexander Veltman publicó Predki Kalimerosa: Aleksandr Filippovich Makedonskii (Los antepasados de Kalimeros: Alejandro, hijo de Felipe de Macedonia), que ha sido considerada la primera novela original de ciencia ficción rusa y la primera novela que utiliza viajes en el tiempo, logrado a través de un hipogrifo mágico en vez que por medios tecnológicos, y en el cual el narrador conoce a Aristóteles y emprende un viaje con Alejandro Magno antes de regresar a su presente en el siglo XIX.
De alguna manera influido por las teorías científicas de su época, pero casi seguramente por la idea del progreso humano, Víctor Hugo escribió en La leyenda de los siglos (1859) un largo poema en dos partes, que puede verse como una ficción distópica/utópica, llamado Siglo 20. Esta obra muestra en una primera escena el cuerpo de un enorme barco destrozado, el mayor producto de una humanidad orgullosa y necia que lo llamó Leviatán, vagando en un mundo desértico donde soplan los vientos y está la ira de la Naturaleza herida; la humanidad, finalmente reunida y pacificada, ha partido hacia las estrellas en una nave espacial, para buscar y traer la libertad a la luz.
Otros autores y obras de protociencia ficción de principios del siglo XIX incluyen:
- Le Dernier Homme (1805) de Jean-Baptiste Cousin de Grainville.
- Le Roman de l'Avenir (1834) del historiador Félix Bodin y Le Monde Tel Qu'il Sera (1846) de Emile Souvestre, dos novelas que intentan predecir cómo será el próximo siglo.
- ¡La Momia! de Jane C. Loudon (1827), en el que Keops es revivido por medios científicos en un mundo en crisis política, donde la tecnología ha avanzado hacia un mundo con joyas de gas y casas que migran sobre rieles, etc.
- Napoleon et la Conquête du Monde (1836) de Louis Geoffroy, una historia alternativa de un mundo conquistado por Napoleón.
- Star ou Psi de Cassiopée (1854), de C.I. Defontenay, una crónica al estilo de Olaf Stapledon sobre un mundo y una civilización extraños.
- La obra del autor eslovaco (entonces húngaro) Gustáv Reuss Hviezdoveda alebo životopis Krutohlava, čo na Zemi, okolo Mesiaca a Slnka skúsil a čo o obežniciach, vlasaticiach, pôvode a konci sveta vedel ("La ciencia de las estrellas o La vida de Krutohlav quien visitó la Luna y el Sol y supo de los planetas, los cometas y el principio y el fin del mundo") (1856) donde el héroe Krutohlav, un erudito de la región de Gemer, es enviado directamente a la Luna en un globo, y cuando regresa, construye una especie de nave interestelar con forma de dragón, en la cual los personajes viajan por todo el sistema solar conocido y eventualmente visitan todos los países de la Tierra.
- La Pluralité des Mondes Habités (1862), del astrónomo Camille Flammarion, que especulaba sobre la vida extraterrestre.
- Vril, el poder de la raza venidera (1871), de Edward Bulwer-Lytton, una novela donde el personaje principal descubre una civilización subterránea muy evolucionada, con poderes alcanzados a través de la evolución biológica y el progreso tecnológico, en lugar de algo mágico o sobrenatural.
- El hombre de vapor de las praderas, de Edward S. Ellis (1868), novela que comienza cuando Ethan Hopkins y Mickey McSquizzle se encuentran con un hombre colosal impulsado por vapor en las praderas estadounidenses.

### Verne y Wells
El tipo europeo de ciencia ficción propiamente dicho comenzó más tarde en la segunda parte del siglo XIX con los romances científicos de H. G. Wells y las novelas de crítica social y orientación científica de Julio Verne. Las historias de Verne, en particular Viaje al centro de la Tierra (1864), De la Tierra a la Luna (1865) y Veinte mil leguas de viaje submarino (1869), mezclaban aventuras románticas con el uso de tecnología: fueron un tremendo éxito comercial. Sprague de Camp llama a Verne «el primer novelista de ciencia ficción a tiempo completo del mundo».
Por otro lado, las historias de Wells utilizan recursos de ciencia ficción para exponer puntos didácticos sobre su sociedad. En La máquina del tiempo (1895), por ejemplo, los detalles técnicos de la máquina se pasan por alto rápidamente para que el viajero del tiempo pueda contar una historia que critique la estratificación de la sociedad inglesa. La historia también utiliza la evolución darwiniana y muestra una conciencia del marxismo. En La guerra de los mundos (1898), la tecnología marciana no se explica en detalle a la usanza de una historia de Verne, sino que la historia se resuelve mediante un deus ex machina explicado científicamente.

Las diferencias entre Verne y Wells resaltan una tensión que ha existido en la ciencia ficción a lo largo de su historia: presentar tecnología realista o centrarse en personajes e ideas, al igual que el debate respecto a contar una historia emocionante o exponer un punto didáctico. Los estilos de ambos autores han sido contrapuestos en la historia del género: mientras Verne reflejaba en sus novelas el optimismo de la época dorada del desarrollo europeo de mediados del siglo XIX, a través de aventuras peligrosas pero con un final feliz, Wells escribe a finales del mismo siglo como un testigo crítico de los problemas de su tiempo, con un enfoque pesimista del progreso que acarrea el desarrollo científico-técnico, que termina conduciendo a la humanidad a la aniquilación en La máquina del tiempo y La guerra de los mundos, o a la locura en El hombre invisible y La isla del doctor Moreau.

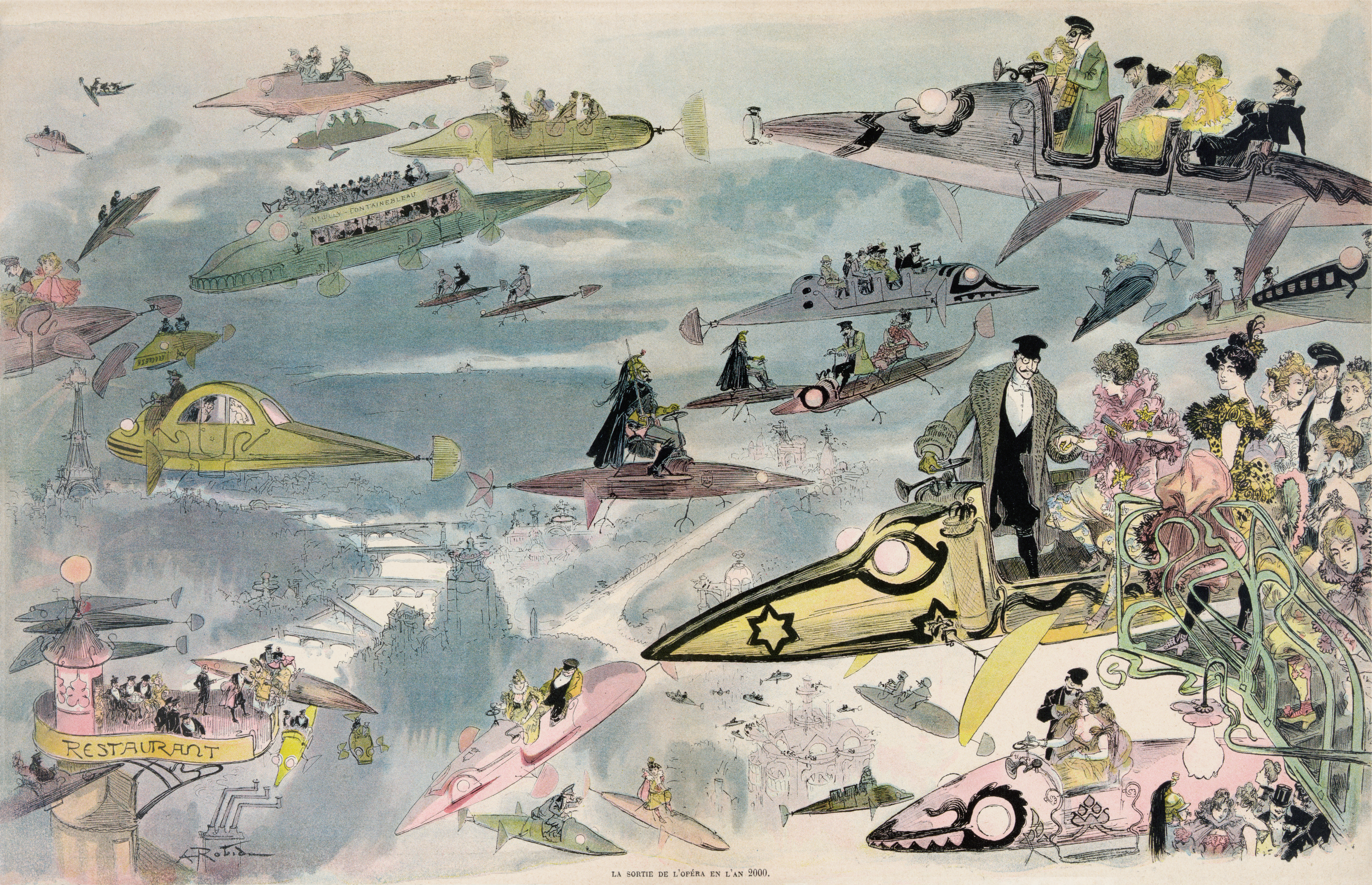
Saliendo de la ópera en el año 2000, litografía coloreada a mano por Albert Robida (finales del)

A lo largo de finales del siglo XIX, aparecieron en revistas varios cuentos y novelas cortas con temas de imaginación fantástica, y muchos de ellos emplearon ideas científicas como un trampolín hacia la imaginación. Erewhon es una novela de Samuel Butler publicada en 1872 que trata sobre el concepto de que algún día las máquinas podrían volverse inteligentes y suplantar a la raza humana. En 1886 se publicó la novela La Eva futura del autor francés Auguste Villiers de l'Isle-Adam, donde Thomas Edison construye una mujer artificial. Aunque más conocido por Sherlock Holmes, Arthur Conan Doyle también escribió ciencia ficción en sus inicios, particularmente utilizando el personaje Profesor Challenger.

### Ciencia ficción en Estados Unidos en elsigloXIX

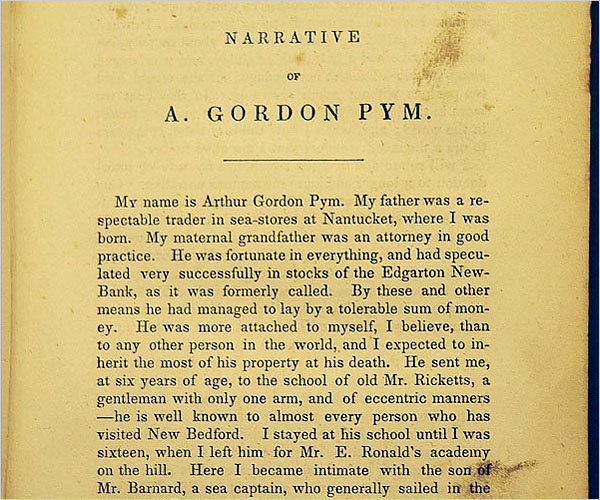
Primera página de la primera edición de La narración de Arthur Gordon Pym (1838).

Durante las últimas décadas del siglo XIX, las obras de ciencia ficción para adultos y niños eran numerosas en Estados Unidos, aunque todavía no se les bautizaba como «ciencia ficción». Hubo elementos de ciencia ficción en las historias de Nathaniel Hawthorne y Fitz-James O'Brien, y suele mencionarse a Edgar Allan Poe como uno de los fundadores del género junto con Verne y Wells, pese a que el Frankenstein de Mary Shelley es anterior a estos. Varios de los cuentos de Poe y la novela La narración de Arthur Gordon Pym pertenecen al género de ciencia ficción. Una novela satírica de 1827 del filósofo George Tucker, Un viaje a la luna, a veces se cita como la primera novela estadounidense de ciencia ficción.
En 1835, Poe publicó el cuento Aventura sin igual de un tal Hans Pfaall, en el cual se describe un vuelo a la luna en globo: se relata su lanzamiento, la construcción de la cabina, descripciones de estratos y muchos otros aspectos de carácter científico. Además del relato de Poe, la historia escrita en 1813 por el holandés Willem Bilderdijk en su novela Kort verhaal van eene aanmerkelijke luchtreis en nieuwe planeetontdekking («Breve relato de un extraordinario viaje a los cielos y descubrimiento de un nuevo planeta»), habla de un europeo varado en un país árabe donde se jacta de ser capaz de construir un globo que puede levantar a las personas y dejarlas volar por el aire, pero los gases utilizados resultan ser mucho más potentes de lo esperado y al cabo de un tiempo aterriza en un planeta situado entre la Tierra y la Luna. El escritor utiliza la historia para retratar una visión general del conocimiento científico sobre la luna en todo tipo de aspectos que encontraría el viajero a ese lugar.
Edward Page Mitchell fue uno de los impulsores tempranos del género de ciencia ficción en Estados Unidos, aunque no alcanzó verdadero reconocimiento hasta décadas después de su muerte. Publicaría sus innovadores cuentos en The Sun durante más de una década, con historias que incluyeron temas como invisibilidad (El hombre de cristal, 1881), viajes más rápidos que la luz (El taxipompo, 1874), teletransportación (El hombre sin cuerpo, 1877), viajes en el tiempo (El reloj que marchaba hacia atrás, 1881), transferencia mental (Exchanging Their Souls, 1877), mutantes (Old Squids and Little Speller, 1885), cíborgs y cerebros mecánicos. En cierto modo, algunas de sus proyecciones sobre avances tecnológicos fueron visionarios. En La hija del senador (1879), especuló sobre la futura existencia de la calefacción eléctrica, las impresoras, la comida concentrada, el transporte neumático, la radiodifusión internacional o la animación suspendida por congelación (criónica). Su obra ha empezado a ser conocida gracias a la antología realizada por Sam Moskowitz, (El hombre de cristal, 1973) en la que recuperaba algunos de sus relatos más emblemáticos y aportaba una detallada biografía en la introducción.
Otros autores ampliaron las temáticas en varias direcciones:
- John Leonard Riddell, profesor de química de Nueva Orleans, publicó el cuento El plan de navegación aérea de Orrin Lindsay, con una narración de sus exploraciones en las regiones superiores de la atmósfera y de su maravilloso viaje alrededor de la luna en un panfleto en 1847. Este cuenta la historia del estudiante Orrin Lindsay, quien inventa una aleación que evita la atracción gravitacional, y abandona la Tierra en una nave esférica para viajar a la Luna. El cuento incluye álgebra y notas científicas a pie de página, lo que la convierte en un ejemplo temprano de ciencia ficción dura.[50]
- Edward Everett Hale escribió The Brick Moon (1869), una novela en series inspirada en Verne que destaca por ser la primera obra que describe un satélite artificial. Escrita en gran medida en el mismo estilo que su otro trabajo, emplea realismo pseudoperiodístico para contar una historia de aventuras con poca base en la realidad.

- En 1871, William Henry Rhodes publicó en un periódico de Sacramento el cuento El caso de Summerfield, donde introdujo las armas de destrucción masiva. Un científico loco y villano llamado Black Bart intenta chantajear al mundo con un polvo hecho de potasio que es capaz de destruir el planeta convirtiendo sus aguas en fuego.[51]

- Una de las obras más exitosas de la ciencia ficción estadounidense temprana fue la segunda novela más vendida en Estados Unidos en el siglo XIX: Looking Backward (1888), de Edward Bellamy, novela que extrapola una sociedad futura basada en la observación de la sociedad de la época.

- Charles Curtis Dail, un abogado de Kentucky, publicó en 1890 la novela Willmoth the Wanderer, or The Man from Saturn, donde el protagonista viajaba a través del sistema solar cubriendo su cuerpo con un ungüento antigravitacional.[52][53]

- Mark Twain también exploró temas científicos. En su novela Un yanqui en la corte del Rey Arturo (1889), el protagonista es transportado al pasado (y con él su conocimiento de la tecnología del siglo XIX) mediante la «transmigración de almas» y la «transposición de épocas y cuerpos».
- En 1894, Will Harben publicó La tierra del sol cambiante, una fantasía distópica ambientada en el centro de la Tierra, poblado por una civilización científicamente avanzada que vive bajo el brillo de un sol mecánico.

## Autores y temas de principios delsigloXX

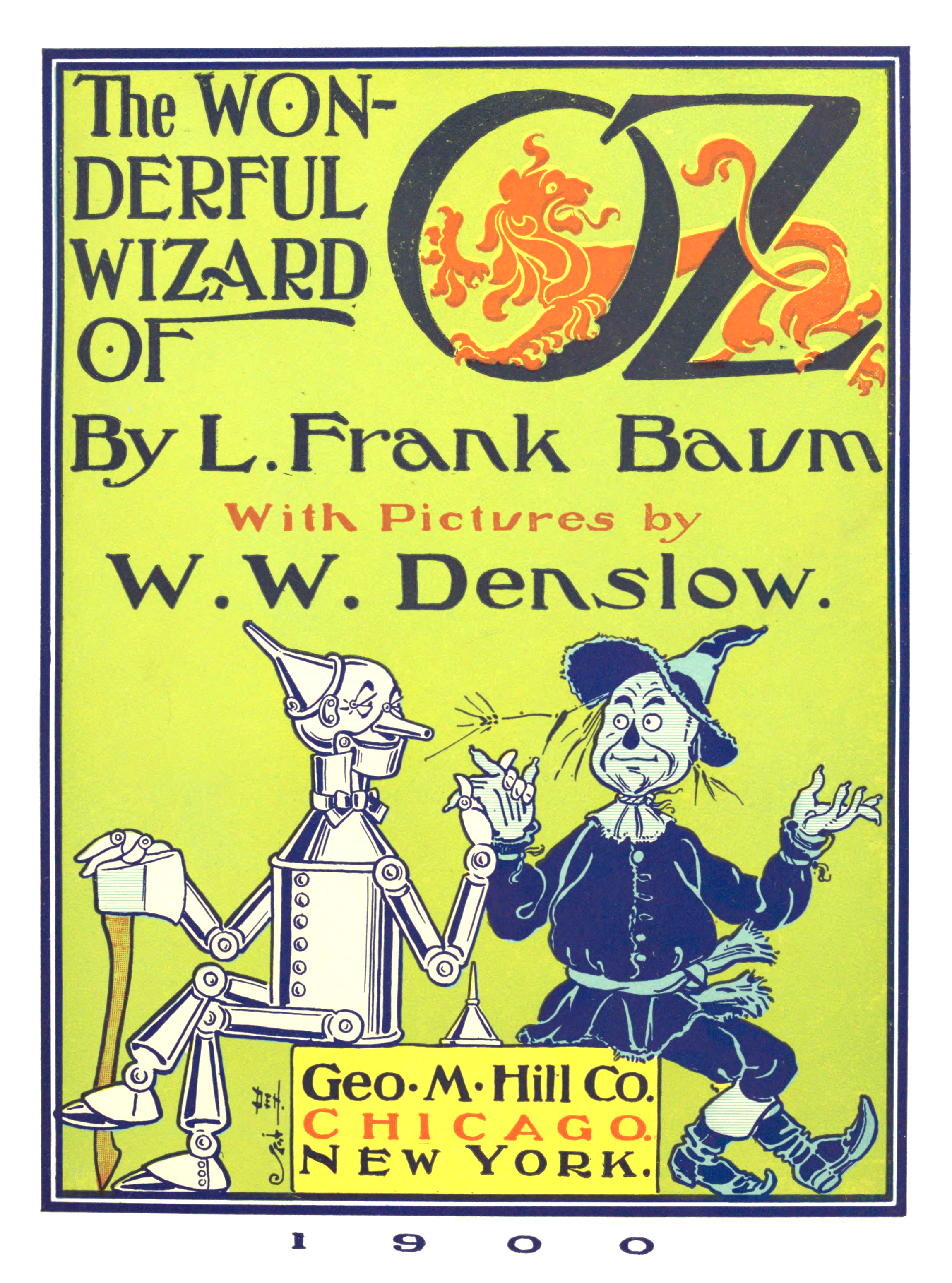
Portada de El maravilloso mago de Oz (1900) de L. Frank Baum, ilustrada por W. W. Denslow.

Algunos de los siguientes grandes escritores de ciencia ficción fueron Olaf Stapledon (1886-1950), cuyas cuatro obras principales Last and First Men (1930), Odd John (1935), Star Maker (1937) y Sirius (1944), introdujeron innumerables ideas que los escritores han adoptado desde entonces, y J.-H. Rosny aîné, nacido en Bélgica, padre de la ciencia ficción francesa moderna, escritor también comparable a H. G. Wells, que escribió los clásicos Les Xipehuz (1887) y La muerte de la tierra (1910). Por su parte, Robert Hugh Benson escribió una de las primeras distopías modernas, Señor del mundo (1907).
La serie de 14 libros del autor estadounidense L. Frank Baum (1900-1920), basada en su extravagante escenario de la Tierra de Oz, contenía representaciones de armas extrañas, hombres mecánicos y un grupo de inventos y dispositivos tecnológicos aún no realizados, incluida quizás la primera aparición literaria de comunicadores inalámbricos portátiles.
Los bengalíes Sukumar Ray y Begum Rokeya escribieron la primera obra de ciencia ficción feminista conocida, El sueño de la Sultana (1905). Otra de las primeras obras de ciencia ficción feminista de la época fue Charlotte Perkins Gilman con su novela Herland (1915), que describe una sociedad utópica aislada compuesta íntegramente por mujeres, que tienen hijos sin hombres.
Las contribuciones de Rudyard Kipling al género a principios del siglo XX hicieron que Campbell lo describiera como «el primer escritor moderno de ciencia ficción». Sus aportes al género van más allá de su impacto directo a principios del siglo XX. Su crítica del ejército británico en The Army of a Dream (1904) y las historias del ficticio Consejo Aéreo de Control en With the Night Mail (1905) y As Easy as ABC (1912) no sólo tenían un estilo muy moderno, sino que también influyeron con fuerza en autores como John W. Campbell y Robert A. Heinlein. Este último escribió una novela, Tropas del espacio, que contiene todos los elementos de The Army of a Dream, y cuyo Forastero en tierra extraña se puede comparar a El libro de la selva, con un niño humano criado por marcianos en lugar de lobos salvajes. La técnica de exposición indirecta de Heinlein aparece por primera vez en los escritos de Kipling. Heinlein, la influencia central de toda la ciencia ficción desde la década de 1930 en adelante, también se ha descrito a sí mismo como influenciado por George Bernard Shaw, cuya mayor obra Back to Methuselah (1921) era en sí misma ciencia ficción.
Jack London escribió varias historias de ciencia ficción, entre ellas El Rojo (una historia que involucra extraterrestres), El talón de hierro (ambientada en el futuro desde el punto de vista de Londres) y La invasión sin paralelo (una historia que involucra una futura guerra bacteriológica y limpieza étnica). También escribió una historia sobre la invisibilidad y una historia sobre una irresistible arma de energía dirigida.
Edgar Rice Burroughs (1875-1950) comenzó a escribir ciencia ficción para revistas pulp justo antes de la Primera Guerra Mundial y publicó su primera historia Bajo las lunas de Marte en 1912. Continuó publicando historias de aventuras, muchas de ellas de ciencia ficción, durante el resto de su vida. Las revistas pulps publicaban historias de aventuras de todo tipo: las historias de ciencia ficción tenían que encajar junto con misterios de asesinatos, historias de terror, fantasía y el Tarzán del mismo Burroughs.
En América Latina, a principios del siglo XX el género conocerá un auge con obras como Guayaquil: novela fantástica (1901) de Manuel Gallegos Naranjo, Granja blanca (1904) de Clemente Palma, La tienda de muñecos (1927) de Julio Garmendia, Una triste aventura de catorce sabios (1928) José Félix Fuenmayor, La galera de Tiberio (1932) de Enrique Bernardo Núñez, El regreso de Eva (1933) de Pepe Alemán, o los cuentos de Pablo Palacio. Posteriormente, conocerá su consolidación a mediados del siglo XX con autores como Hugo Correa, Oscar Hurtado, Adolfo Bioy Casares, Angélica Gorodischer, José Balza y Luis Britto García.

### Nacimiento de la literatura pulp
El desarrollo de la ciencia ficción estadounidense como un género consciente de sí mismo se remonta en parte a 1926, cuando Hugo Gernsback fundó la revista Amazing Stories, dedicada exclusivamente a publicar historias de ciencia ficción. Aunque antes se habían publicado revistas de este tipo en Alemania, Amazing Stories fue la primera revista en inglés que publicó únicamente obras de ciencia ficción. Dado que se destaca por haber elegido el término variante scientifiction («cientificción» en español) para describir este género incipiente, se piensa que la etapa en el desarrollo del género, su nombre y aquel término están inextricablemente vinculados. Aunque Gernsback alentó las historias que presentaban realismo científico para educar a sus lectores sobre los principios científicos, dichas historias compartían las páginas con historias emocionantes con poca base en la realidad. Gran parte de lo que publicó Gernsback se denominó «ficción de gadgets», sobre lo que sucede cuando alguien hace una invención tecnológica. Publicadas en ésta y otras revistas pulp con gran y creciente éxito, estas historias científicas no eran vistas como literatura seria sino más bien como obras sensacionalistas. Sin embargo, una revista dedicada enteramente a la ciencia ficción supuso un gran impulso para la conciencia pública sobre la historia de la especulación científica. Amazing Stories compitió con varias otras revistas pulp, como Weird Tales (que publicaba principalmente historias del género fantástico), Astounding Stories y Wonder Stories, a lo largo de la década de 1930. Fue en la era de Gernsback cuando surgió el fandom de la ciencia ficción a través de las columnas «Cartas al editor» de Amazing y sus competidoras. En agosto de 1928, Amazing Stories publicó Skylark of Space y Armageddon 2419 AD, mientras que Weird Tales publicó Crashing Suns de Edmond Hamilton, todos los cuales representaron el nacimiento del subgénero space opera.
La película Metrópolis (1927) de Fritz Lang, en la que se vio el primer robot humanoide en el cine y el amor de los futuristas italianos por las máquinas, es indicativa tanto de las esperanzas como de los temores del mundo en el periodo entreguerras. Metrópolis fue una película de gran éxito, y su estética inspirada en el art déco se convirtió en la estética rectora de las pulps de ciencia ficción durante algún tiempo.

### Escritura modernista

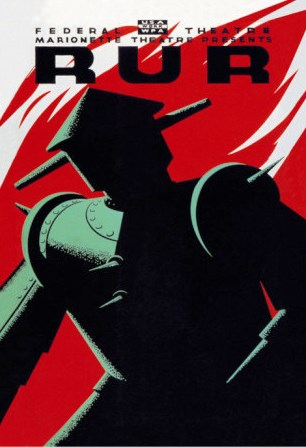
Afiche teatral de la obra R.U.R. en la década de 1930

Los escritores intentaron responder al nuevo mundo en la era post Primera Guerra Mundial. En las décadas de 1920 y 1930, escritores totalmente ajenos a la ciencia ficción exploraban nuevas formas de contar historias y nuevas formas de tratar el tiempo, el espacio y la experiencia en formato narrativo. Las obras póstumas de Franz Kafka (fallecido en 1924) y las obras de escritores modernistas como James Joyce, T. S. Eliot, Virginia Woolf y otros presentaban historias en las que el tiempo y la identidad individual podían ampliarse, contraerse, buclearse y distorsionarse. Si bien este trabajo no estaba relacionado con la ciencia ficción como género, sí abordó el impacto de la modernidad (tecnología, ciencia y cambio) en la vida de las personas, y décadas después, durante el movimiento Nueva Ola, algunas técnicas literarias modernistas entraron en la ciencia ficción.
Las obras del dramaturgo checo Karel Čapek El asunto Makropulos, R.U.R., De la vida de los insectos y la novela La guerra de las salamandras fueron obras modernistas que inventaron importantes motivos de ciencia ficción. R.U.R. en particular se destaca por introducir la palabra robot en el vocabulario mundial.
Un tema fuerte en los escritos modernistas fue la alienación, esto es, hacer extraño un entorno familiar de modo que los escenarios y el comportamiento generalmente considerados «normales» se vean como prácticas aparentemente bizarras de una cultura extraña. Así, el público de las obras modernistas o los lectores de novelas modernas a menudo se ve inducido a cuestionarlo todo.
Al mismo tiempo, comenzó a desarrollarse una tradición de novelas de ciencia ficción más literarias, que trataban con una disonancia entre las condiciones utópicas percibidas y la expresión plena de los deseos humanos: la novela distópica. Durante algún tiempo, los elementos de ciencia ficción de estas obras fueron ignorados por los críticos literarios convencionales, aunque tienen una deuda mucho mayor con el género de ciencia ficción que los modernistas. La escritura verdaderamente utópica, incluida gran parte de la obra de Wells, también ha influido profundamente en la ciencia ficción, comenzando con Ralph 124C 41+ de Hugo Gernsback. La novela Nosotros de Yevgueni Zamiatin de 1920 describe un intento totalitario de crear una utopía que resulta en un estado distópico donde se termina perdiendo el libre albedrío. Por su parte, Aldous Huxley cerró la brecha entre el establishment literario y el mundo de la ciencia ficción con Un mundo feliz (1932), un retrato irónico de una sociedad estable y aparentemente feliz construida gracias a la dominación humana de la manipulación genética.

Portada de la edición de Astounding Stories de junio de 1936, con una ilustración para The Shadow Out of Time de H. P. Lovecraft.

A finales de la década de 1930, John W. Campbell se convirtió en editor de Astounding Stories of Science Fiction, y una masa crítica de nuevos escritores surgió en la ciudad de Nueva York en un grupo de fanáticos de la ciencia ficción (muchos de los cuales pronto se convirtieron en escritores profesionales) llamados futurianos, incluyendo a Isaac Asimov, Damon Knight, Donald A. Wollheim, Frederik Pohl, James Blish, Judith Merril y otros. Otros escritores importantes durante este período incluyeron a Robert A. Heinlein, Arthur C. Clarke y A. E. van Vogt. El mandato de Campbell en Astounding se considera el comienzo de la Edad de Oro de la ciencia ficción, caracterizada por historias de ciencia ficción dura que celebraban los logros y el progreso científicos. Esto duró hasta que los avances tecnológicos de la posguerra, nuevas revistas como Galaxy Science Fiction al alero de Horace L. Gold y más tarde Pohl como editor, y una nueva generación de escritores comenzaron a escribir historias fuera del modo campbelliano.
George Orwell escribió en 1948 quizás la más respetada de estas distopías literarias, 1984. Ahí visualiza un régimen totalitario, tecnológicamente gobernado, que domina la sociedad mediante el control total de la información. Nosotros de Zamiatin es reconocido como una influencia tanto para Huxley como para Orwell; Orwell publicó una reseña del libro Nosotros poco después de su primera publicación en inglés, varios años antes de escribir 1984.
Fahrenheit 451 de Ray Bradbury, Los desposeídos de Ursula K. Le Guin, gran parte de los escritos de Kurt Vonnegut y muchas otras obras de ciencia ficción posteriores continúan este diálogo entre utopía y distopía.

### El impacto de la ciencia ficción en el público

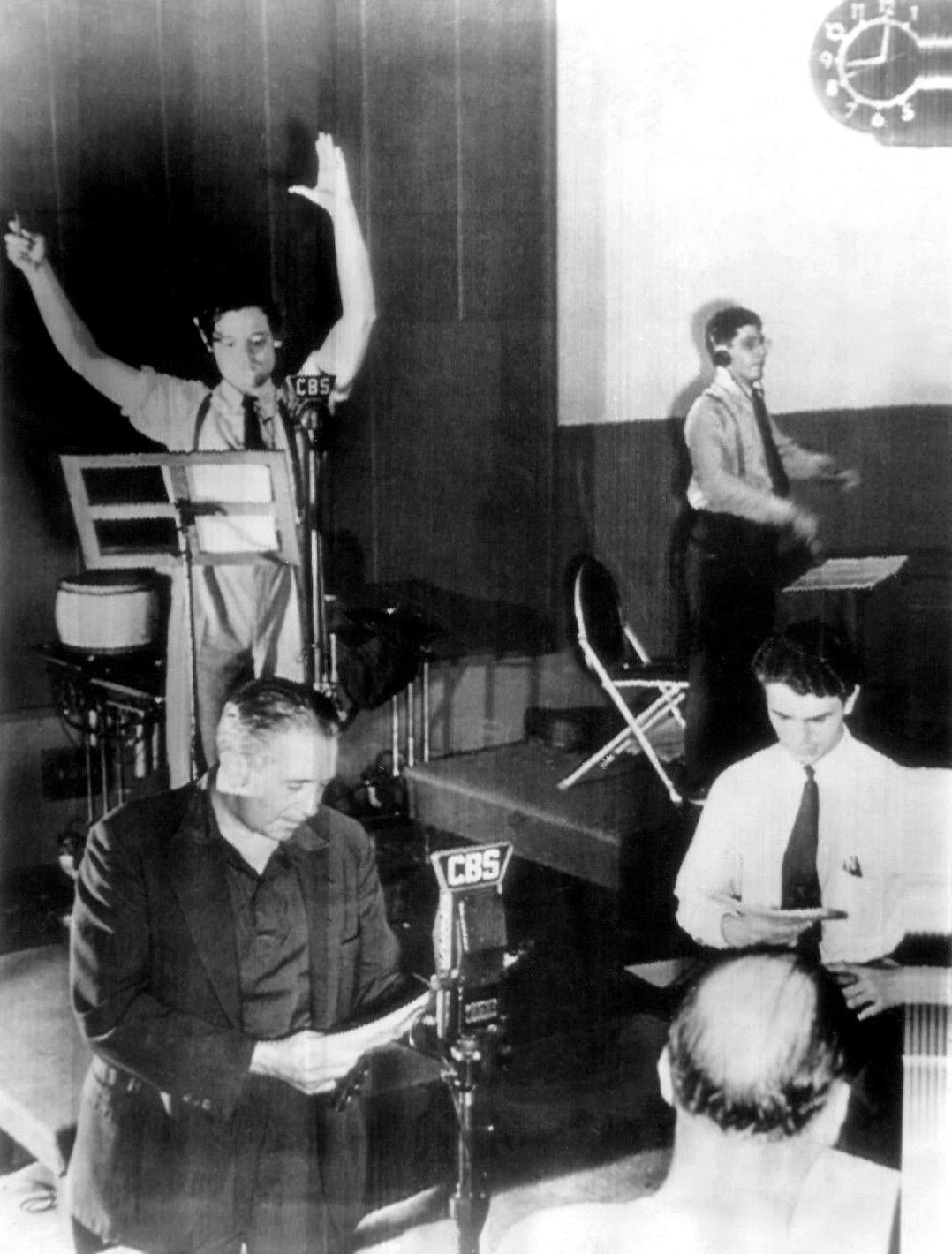
Fotografía de un ensayo de The Mercury Theatre on the Air de CBS Radio, impresa en muchos periódicos estadounidenses tras la emisión de La guerra de los mundos. El productor Orson Welles aparece con los brazos levantados.

The Mercury Theatre on the Air de Orson Welles produjo una versión radiofónica de La guerra de los mundos (1938) que, según el mito urbano, aterrorizó a un gran número de personas que creyeron que el programa era un noticiero real. Sin embargo, hay dudas sobre hasta qué punto las anécdotas de pánico masivo tuvieron algún reflejo en la realidad, y el mito puede haberse originado entre los periódicos, celosos del nuevo medio advenedizo de la radio.
Durante la Segunda Guerra Mundial, los planificadores militares estadounidenses estudiaron la ciencia ficción en busca de ideas. Los británicos hicieron lo mismo y también pidieron a los autores que presentaran ideas extravagantes que el gobierno filtró a las potencias del Eje como planes reales. Los pilotos especularon sobre el origen de los foo fighters que veían a su alrededor en el aire; mientras tanto, los alemanes habían desarrollado bombas voladoras conocidas como V1 y V2, que recuerdan a los cohetes siempre presentes en la ciencia ficción pulp, presagiando los vuelos espaciales. Se desarrollaron los aviones a reacción y la bomba atómica. Deadline, un cuento de Cleve Cartmill sobre un proyecto ficticio de bomba atómica, llevó al FBI a visitar las oficinas de Astounding Science Fiction.
Asimov comentaría que «El lanzamiento de la bomba atómica en 1945 hizo que la ciencia ficción fuera respetable. Una vez que tuvo lugar el horror de Hiroshima, cualquiera podía ver que, después de todo, los escritores de ciencia ficción no eran simples soñadores y chiflados después de todo, y que muchos de los motivos de esa clase de la literatura ya formaban parte permanente de los titulares de los periódicos». Con la historia del accidente de un platillo volante en Roswell, en 1947, la ciencia ficción ya se había convertido en folclore moderno.

## La Edad de Oro
El período de las décadas de 1940 y 1950 a menudo se conoce como la «edad de Oro de la ciencia ficción».

### Astoundingy el estilo Campbell
Con la aparición en 1937 de un exigente editor, John W. Campbell, Jr., en Astounding Science Fiction, y con la publicación de cuentos y novelas de escritores como Isaac Asimov, Arthur C. Clarke y Robert A. Heinlein, la ciencia ficción comenzó a ganar estatus como ficción seria.
Campbell ejerció una extraordinaria influencia sobre el trabajo de su grupo de escritores, dando forma así a la dirección de la ciencia ficción. Bajo la dirección de Campbell, los años comprendidos entre 1938 y 1950 se conocerían como la Edad de Oro de la ciencia ficción, aunque Asimov señala que el término se ha usado de manera más vaga para referirse a otros períodos de la historia de la ciencia ficción. La guía de Campbell para sus escritores incluyó su famosa máxima: «Escríbanme una criatura que piense tan bien como un hombre, o mejor que un hombre, pero no como un hombre». Hacía hincapié en una mayor calidad de escritura que los editores anteriores a él, prestando especial atención al desarrollo del grupo de escritores jóvenes que se unieron a él.
Las incursiones en el género por parte de escritores que no se dedicaban exclusivamente a la ciencia ficción también sumaron respetabilidad. Sin embargo, las portadas de revistas con monstruos de ojos saltones y mujeres ligeras de ropa conservaron la imagen de un género sensacionalista que solía atraer solo a adolescentes.
Una nota a pie de página interesante sobre el régimen de Campbell es su contribución al surgimiento de la cienciología de la mano de L. Ronald Hubbard. Hubbard fue considerado un prometedor escritor de ciencia ficción y protegido de Campbell, quien publicó los primeros artículos de Hubbard sobre dianética y su nueva religión. Campbell fue prestando más atención a idea a la dianética en la medida que avanzaba su influencia como editor de Astounding. Aunque Astounding siguió teniendo una leal base de seguidores, los lectores comenzaron a recurrir a otras revistas en busca de historias de ciencia ficción.

### La Edad de Oro en otros medios

Afiche japonés para la película estadounidense The Beast from 20,000 Fathoms.

Con el nuevo material de referencia proporcionado por los escritores de la Edad de Oro, los avances en efectos especiales y el deseo del público por material que incorporara los avances de la tecnología de la época, todos los elementos estaban en su lugar para crear importantes obras cinematográficas de ciencia ficción.
Como resultado, el cine de ciencia ficción cobró fuerza en la década de 1950, produciendo películas como Destino: la luna, Them!, Invasion of the Body Snatchers, Planeta prohibido y muchas otras. The Thing from Another World fue una adaptación de una historia de Campbell, Them! e Invasion of the Body Snatchers se basaron en novelas de Jack Finney, Destino: la luna en una novela de Heinlein y The Beast from 20,000 Fathoms se basó en un cuento de Ray Bradbury. Escenarios apocalípticos de John Wyndham, como El día de los trífidos y Kraken acecha, también proporcionaron material importante.
La ciencia ficción también venía apareciendo en revistas de historietas estadounidenses como Planet Comics, pero un importante paso adelante llegó con las series antológicas Weird Science y Weird Fantasy, publicadas por EC Comics, que incluirían algunas adaptaciones de autores como Ray Bradbury, junto con muchas historias originales. Por su parte, Classics Illustrated ya había publicado adaptaciones de cuentos de Wells y Verne.
Al mismo tiempo, la ciencia ficción empezó a aparecer en un nuevo medio: la televisión. En 1953 se mostró en la televisión británica The Quatermass Experiment, el primer programa importante de ciencia ficción, aunque también podría describirse como de género horror. En Estados Unidos se proyectaron héroes de ciencia ficción como Captain Video, Flash Gordon y Buck Rogers, programas que se parecían más a la ciencia ficción precampbelliana.

### Fin de la Edad de Oro

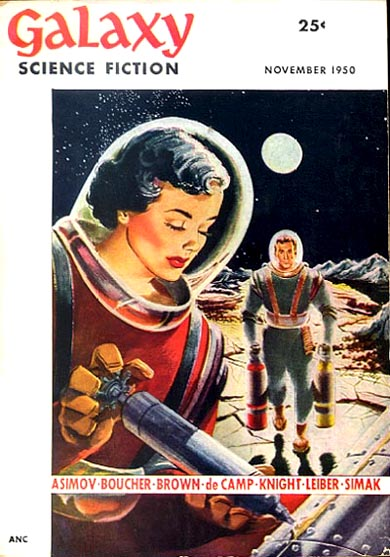
Portada de Galaxy, noviembre de 1950

Buscando una mayor libertad de expresión, los escritores comenzaron a publicar sus artículos en otras revistas, incluyendo The Magazine of Fantasy & Science Fiction, la revista If, una resucitada Amazing Stories y, más notablemente, Galaxy Science Fiction.
Bajo la dirección de los editores Horace L. Gold y luego Frederik Pohl, Galaxy enfatizó una forma más literaria de ciencia ficción que tomaba señales de la literatura más convencional. Insistió menos en la verosimilitud científica que Astounding de Campbell. El surgimiento de Galaxy marcó el fin de la ciencia ficción de la Edad de Oro, aunque la mayoría de los escritores de la Edad de Oro pudieron adaptarse a los cambios en el género y seguir escribiendo. Algunos, sin embargo, se trasladaron a otros campos: Isaac Asimov y varios otros comenzaron a escribir casi exclusivamente hechos científicos.

## La Nueva Ola y sus consecuencias

### Editores convencionales
Hasta aproximadamente 1950, las revistas eran la única forma en que los autores podían publicar nuevas historias. Sólo pequeñas editoriales especializadas como Arkham House y Gnome Press publicaban libros de tapa dura de ciencia ficción, todas reimpresiones de historias publicadas antes en revistas. Con raras excepciones, como las colecciones Aventuras en el tiempo y el espacio y Un tesoro de ciencia ficción, las grandes editoriales sólo imprimían a Verne y Wells. La mayoría de los libros del género se vendían por correo a partir de anuncios en revistas pequeñas, porque las librerías no solían vender obras de ciencia ficción.
Hacia 1951, las pequeñas imprentas demostraron que existía una demanda de libros de ciencia ficción, suficiente como para que las revistas imprimieran columnas de reseñas con regularidad. Las grandes empresas editoriales publicaron ficción criminal del subgénero hardboiled durante la Segunda Guerra Mundial; Doubleday en 1950, luego Simon & Schuster, Scribner's, Putnam y otras editoriales entraron en el mercado de la ciencia ficción. Publicaron fix-ups como Crónicas marcianas, versiones novedosas de historias serializadas y ficción original. La demanda de contenidos creció a medida que las imprentas especializadas agotaron la oferta de historias de alta calidad y fáciles de reimprimir; aparecieron nuevas revistas del género (en 1953 existían 38 publicaciones diferentes de ciencia ficción en Estados Unidos y el Reino Unido); e incluso revistas de gran circulación como Playboy, Collier's y Esquire publicaban historias de ciencia ficción. Algunas como Cántico por Leibowitz, de Walter M. Miller Jr., se convirtieron en superventas. Por primera vez, un autor podía escribir ciencia ficción a tiempo completo; Barry N. Malzberg calculó que producir mil palabras al día generaría el doble del ingreso medio nacional, y Asimov dejó de enseñar en la Facultad de Medicina de la Universidad de Boston pues ganaba más dinero como escritor.
Los grandes tirajes de impresión y las redes de distribución de las principales editoriales bajaron los precios y aumentaron la disponibilidad, pero desplazaron a las pequeñas editoriales; Algis Budrys diría más tarde que «ellos mismos sacarían poco más que desastre» del boom de la ciencia ficción de la década de 1950 que ayudaron a iniciar. Si bien las ventas de libros continuaron creciendo, la industria de las revistas casi colapsó debido al exceso de títulos nuevos, reduciéndose de 23 a mediados de 1957 a solo 6 para finales de 1960, mientras autores como Heinlein, Clarke, Vonnegut y Bradbury publicaban en revistas que no eran especialistas en el género, las cuales pagaban a tarifas mucho más altas. Grandes escritores como Budrys, Miller, Theodore Sturgeon y Robert Silverberg terminaron abandonando la industria.

### Precursores de la nueva ola
El innombrable y Esperando a Godot, de Samuel Beckett, influyeron en la escritura de la década de 1950. En el primero se prescinde de todo sentido de lugar y tiempo; lo único que queda es una voz suspendida entre el impulso de seguir existiendo y el impulso de encontrar el silencio y el olvido. En el último, el tiempo y las paradojas de causa y efecto se vuelven temáticos. La influencia de Beckett en la intelectualidad (así como la influencia general del existencialismo y las batallas legales para publicar libros entonces clasificados como obscenos) hizo que la ciencia ficción fuera más sofisticada, especialmente en Gran Bretaña.
William S. Burroughs (1914-1997) fue el escritor que finalmente unió la ciencia ficción con las tendencias de la literatura posmoderna. Con la ayuda de Jack Kerouac, Burroughs publicó El almuerzo desnudo, la primera de una serie de novelas que emplean una técnica semidadaísta llamada cut-up y deconstrucciones posmodernas de la sociedad convencional. Burroughs mostró visiones de la sociedad como una conspiración de extraterrestres, monstruos, estados policiales, traficantes de drogas y niveles alternos de realidad. La lingüística de la ciencia ficción se fusionó con los experimentos del posmodernismo en una gestalt de la generación beat.

### La nueva ola
En 1960, el novelista británico Kingsley Amis publicó Nuevos mapas del infierno, una historia literaria y un examen del campo de la ciencia ficción. Esta atención seria por parte de un escritor aceptable y convencional contribuyó favorablemente para la reputación de la ciencia ficción.
Otro hito fue la publicación, en 1965, de Dune de Frank Herbert, una compleja obra de ficción que presenta intrigas políticas en una galaxia futura, creencias religiosas místicas y el ecosistema del planeta desértico Arrakis. Asimismo, Roger Zelazny, con novelas como El señor de la luz y su famosa serie literaria Crónicas de ámbar, demostró hacia fines de la década de 1960 que las líneas entre la ciencia ficción, la fantasía, la religión y el comentario social podían ser muy finas.

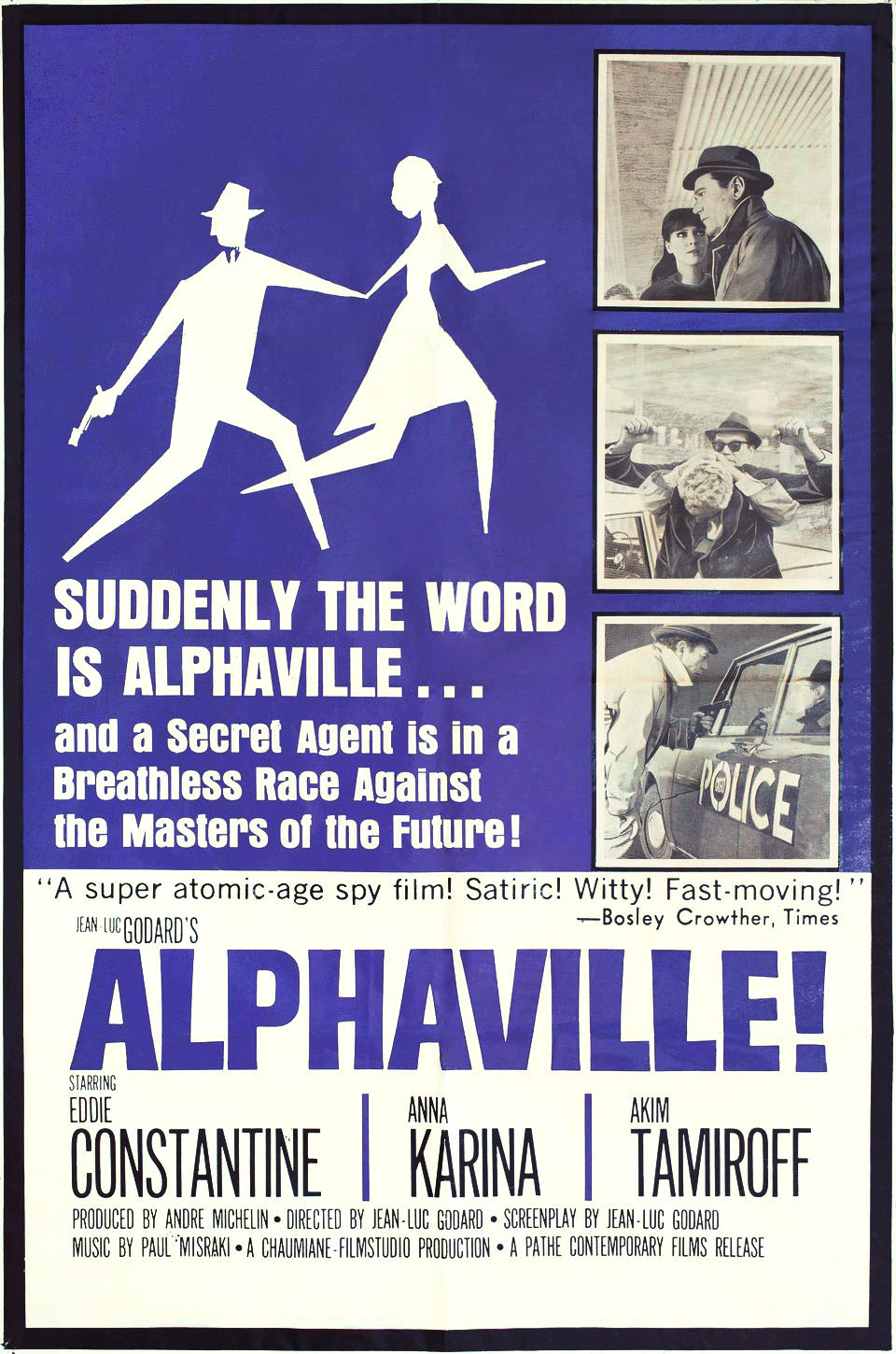
Afiche estadounidense de Alphaville (1965)

En cuanto al cine, la icónica película Alphaville (1965) del director francés Jean-Luc Godard utilizó el medio de la ciencia ficción distópica y apocalíptica para explorar el lenguaje y la sociedad.
En Gran Bretaña, la generación de escritores de la década de 1960, apodada «Nueva Ola», estaba experimentando con diferentes formas de ciencia ficción, extendiendo el género hacia el surrealismo, el drama psicológico y las corrientes dominantes. La Nueva Ola se centraba en los escritos de la revista New Worlds después de que Michael Moorcock asumiera el control editorial en 1963, y William Burroughs fue una gran influencia. Aunque la Nueva Ola fue en gran medida un movimiento británico, se produjeron al mismo tiempo desarrollos paralelos en la ciencia ficción estadounidense. La relación de la Nueva Ola británica con la ciencia ficción estadounidense quedó clara en la antología original de Harlan Ellison Visiones peligrosas, que presentaba a escritores de ciencia ficción, estadounidenses y británicos, escribiendo historias que traspasaban los límites de lo aceptable en una revista de ciencia ficción. Isaac Asimov, al escribir una introducción a la antología, la denominó Segunda Revolución, en honor a la «primera» revolución que supuso antes la Edad de Oro.
La Nueva Ola y sus contemporáneos pusieron un mayor énfasis en el estilo y en una forma de narración más intelectual. También buscaron generar controversia proponiendo temáticas que los escritores más antiguos habían evitado en la ciencia ficción. Así, por ejemplo, escritores como Samuel R. Delany, Ursula K. Le Guin, Norman Spinrad y Theodore Sturgeon por primera vez prestaron atención seria a la sexualidad, que según Kingsley Amis era un tópico casi ignorado en la ciencia ficción. También se dio voz a ciertas cuestiones políticas contemporáneas, con autores como John Brunner y J. G. Ballard escribiendo cuentos de advertencia sobre la superpoblación y el apocalipsis, respectivamente.
Asimov señalaba que la Segunda Revolución fue mucho menos clara que la primera, y atribuyó esto al desarrollo de las antologías, que hizo que historias más antiguas tuvieran prominencia. Pero varios escritores de la Edad de Oro cambiaron su estilo cuando llegó la Nueva Ola. Robert A. Heinlein pasó de sus historias campbellianas de historia futura a obras de ficción estilísticamente aventureras y sexualmente abiertas, en particular Forastero en tierra extraña y La Luna es una cruel amante. Isaac Asimov escribió Los propios dioses, estilo Nueva Ola. Muchos otros también continuaron con éxito a medida que cambiaron los estilos.
Las películas de ciencia ficción también se inspiraron en los cambios del género literario. Así, 2001: Una odisea en el espacio y La naranja mecánica de Stanley Kubrick dieron forma visual al nuevo estilo del género. Muchas otras películas, incluidas THX 1138 y Cuando el destino nos alcance, describieron un futuro distópico.
Ursula K. Le Guin extrapoló cambios sociales y biológicos que eran de naturaleza antropológica, mientras Philip K. Dick exploró la metafísica de la mente en una serie de novelas e historias que rara vez parecían depender de su contenido de ciencia ficción. Le Guin, Dick y otros como ellos se asociaron más con el concepto de ciencia ficción blanda que con la Nueva Ola.
La ciencia ficción blanda se contrastó con la noción de ciencia ficción dura. Aunque la plausibilidad científica había sido un principio central del género desde Gernsback, escritores como Larry Niven y Poul Anderson dieron nueva vida a la ciencia ficción dura, elaborando historias con un estilo de escritura más sofisticado y protagonistas caracterizados más profundamente, preservando al mismo tiempo un alto nivel de sofisticación científica.

## La ciencia ficción en los años 1980

### Ciberpunk
A principios de la década de 1980, el mercado de la fantasía era mucho mayor que el de casi todos los autores de ciencia ficción. La Nueva Ola se había desvanecido como una presencia importante en el panorama de la ciencia ficción. A medida que las nuevas tecnologías de computación personal se convirtieron en parte integral de la sociedad, los escritores de ciencia ficción sintieron la necesidad de hacer declaraciones sobre su influencia en el panorama cultural y político. Inspirándose en el trabajo de la Nueva Ola, el movimiento ciberpunk se desarrolló a principios de los años 1980. Aunque ejerció la misma influencia en el estilo que la Nueva Ola, desarrolló su propio estilo único, centrándose típicamente en los «punks» de su imaginario inframundo futuro. Autores ciberpunk como William Gibson se alejaron del tradicional optimismo y del apoyo al progreso de la ciencia ficción prevaleciente hasta entonces. Su obra Neuromante (1984) anunciaba el movimiento ciberpunk al mundo literario en general, siendo un tremendo éxito comercial. Otros escritores clave del movimiento fueron Bruce Sterling, John Shirley y más tarde Neal Stephenson. Aunque el ciberpunk más tarde se cruzaría con otros estilos de ciencia ficción, al principio parecía haber cierta noción de pureza ideológica. John Shirley comparó el movimiento ciberpunk con una tribu.
Por su parte, en Japón se produjeron un gran número de obras de manga y anime de estilo ciberpunk en la década de 1980, siendo las más notables el manga Akira (1982) y su adaptación cinematográfica al anime de 1988, el anime Megazone 23 (1985) y el manga Ghost in the Shell (1989), que también fue adaptada al anime en 1995.

### Ciencia ficción contemporánea y su futuro

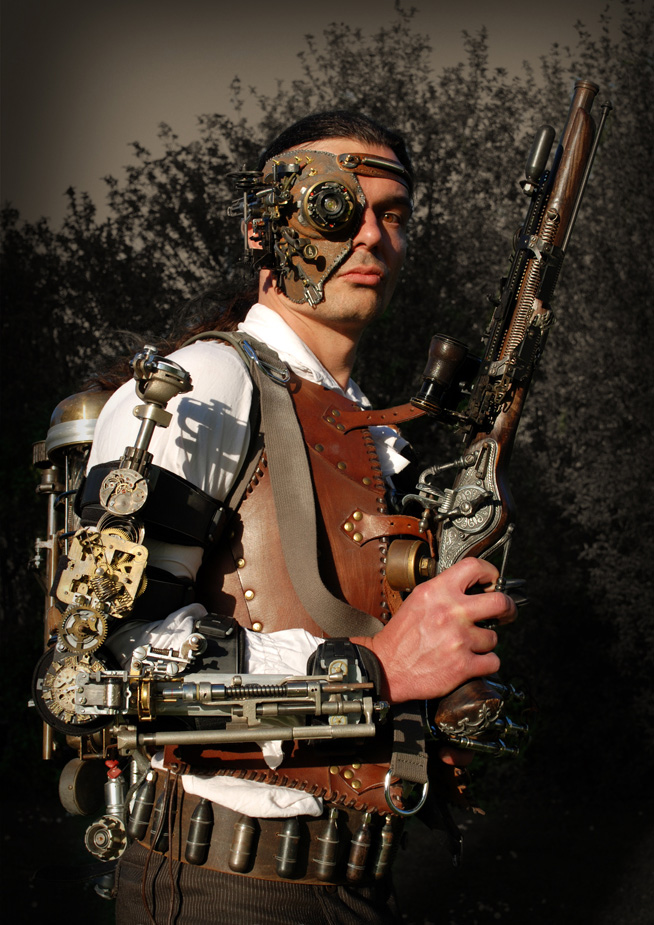
Estética steampunk

La ciencia ficción contemporánea ha estado marcada por la expansión del ciberpunk a otras partes del mercado de ideas. El ciberpunk ya no es una tribu guetizada dentro de la ciencia ficción, sino una parte integral del campo cuyas interacciones con otras partes han sido el tema principal de la ciencia ficción a principios del siglo XXI.
En particular, el ciberpunk ha influido en el cine, en obras como Johnny Mnemonic y The Matrix, en animes como Akira y Ghost in the Shell, y en el medio emergente de los videojuegos, con las series críticamente aclamadas Deus Ex y Metal Gear. Esta entrada del ciberpunk en la cultura dominante ha llevado a la introducción de motivos estilísticos del ciberpunk entre las masas, particularmente el estilo cybergoth. También ha dado lugar a otros desarrollos, como el steampunk (un subgénero de ciencia ficción y fantasía que incorpora tecnología y diseños estéticos inspirados en la maquinaria industrial impulsada por vapor del siglo XIX) y el dieselpunk (que combina la estética de la tecnología diésel del período de entreguerras hasta la década de 1950 con tecnología retrofuturista y sensibilidades posmodernas).
Los temas emergentes en la década de 1990 incluyeron cuestiones ambientales, las implicaciones globales de la internet y el universo en expansión de las tecnologías de la información, cuestionamientos sobre la biotecnología y la nanotecnología, así como un interés de la era posterior a la Guerra Fría en las sociedades post-escasez. Esto último es exhaustivamente explorado por La era del diamante, de Neal Stephenson. Las novelas de la saga Vorkosigan de Lois McMaster Bujold devolvieron a la prominencia la historia basada en personajes.
La dependencia del ciberpunk de la ciencia ficción del futuro cercano se ha profundizado. En la novela de William Gibson Mundo espejo (2003), el argumento se basa en una historia ciberpunk contada en el presente, el límite último de extrapolación al futuro cercano. Sin embargo, las ideas del ciberpunk se han extendido en otras direcciones. Los escritores de ópera espacial han escrito trabajos con motivos ciberpunk, como la novela Gente de barro de David Brin y la serie Fall Revolution de Ken MacLeod. Esta fusión de dos hilos dispares de la ciencia ficción en la década de 1980 ha producido una literatura extrapolacional en contraste con las historias tecnológicas que se cuentan en el presente.
John Clute escribió que la ciencia ficción de principios del siglo XXI puede entenderse de dos maneras: «una visión del triunfo de la ciencia ficción como género y como una serie de textos destacados que figuraban ante nuestra mirada los futuros significativos que, durante esos años, se cumplieron. ... [o]... indescifrable del mundo durante esos años ... fatalmente indistinguible del mundo que intentaba esbozar, significar».